# Adżaria
Adżaria, Adżarska Republika Autonomiczna (gruz. აჭარის ავტონომიური რესპუბლიკა, Acz’aris Awt’onomiuri Resp’ublik’a) – republika autonomiczna w Gruzji, leżąca nad Morzem Czarnym.

## Geografia
Obszar kraju stanowi głównie powierzchnia górzysta. Obejmuje ona przedgórza pn.-zach. części Małego Kaukazu, na północnym zachodzie Góry Mescheckie (tu znajduje się najwyższy szczyt Adżarii Chewa 2812 m n.p.m.), zaś na południowym zachodzie Góry Szawszeckie. Wzdłuż wybrzeża ciągnie się wąska nizina (stanowiąca przedłużenie Niziny Kolchidzkiej). Linia brzegowa słabo rozwinięta, szerokie plaże kamieniste. Klimat podzwrotnikowy morski. Na wybrzeżu średnia temperatura w styczniu wynosi 6 °C, a w lipcu 22 °C. W górach w styczniu –2 °C, a w lipcu 16 °C. Średnia roczna suma opadów od 500 – 1800 mm w górach i 2500 – 2800 mm na wybrzeżu (do 4000 mm na zboczach Gór Mescheckich). Główna rzeka w Adżarii to Czoroch i jest głównie wykorzystywana do celów energetycznych. Ponad 50% regionu zajmują lasy, do 600 m lasy liściaste zrzucające liście na zimę, z wiecznie zielonym podszytem. Wyżej położone są lasy bukowe i mieszane oraz łąki subalpejskie. Wybrzeże jest całkowicie wykorzystane jako uprawy, rosną tu eukaliptus i bambus. W Adżarii istnieje Rezerwat Kintryjski. W Batumi znajduje się słynny Batumski Ogród Botaniczny.

## Historia
W VI–IV w. p.n.e. Adżaria stanowiła część królestwa Kolchidy, później Iberii; w IV wieku gruzińskiego królestwa Lazyki; w VI wieku kraj był terenem walk między Persją a Bizancjum. W VII wieku została podbita przez Arabów; w IX wieku przez księstwo Tao-Klardżeti, a w X wieku stała się częścią zjednoczonej Gruzji. W tym samym wieku Adżaria przeżyła najazdy Turków seldżuckich, a w XIII wieku Mongołów. W XIV-XVI wieku część księstwa Gruzji. W XVII wieku podbita przez Turków osmańskich, którzy w kraju wprowadzili islam. Wybuchły liczne powstania w związku z tą sytuacją. W 1878 r. Adżaria została przyłączona do Rosji jako obwód batumski. Od kwietnia do grudnia 1918 r. okupowana przez Turcję, następnie do lipca 1920 r. stacjonowały tam wojska brytyjskie. W lipcu 1920 Brytyjczycy przekazali Adżarię Gruzji. W marcu 1921 r. Gruzja została zajęta przez bolszewików, a w Adżarii została utworzona Adżarska SRR, od lipca 1921 r. w składzie Gruzińskiej SRR.
Od kwietnia 1991 r. Adżaria formalnie stanowiła republikę autonomiczną w niepodległej Gruzji. De facto władzę autorytarną w republice sprawował Asłan Abaszydze. Pomimo iż Adżaria (w przeciwieństwie do Abchazji i Osetii Południowej) nie oddzieliła się od Gruzji, to pod rządami Abaszydze pozostawała poza kontrolą Tbilisi, co działo się za cichym przyzwoleniem prezydenta Gruzji Eduarda Szewardnadze.
Dopiero po rewolucji róż gruziński rząd postanowił uregulować sprawę Adżarii. Na początku 2004 pod groźbą interwencji zbrojnej Gruzja zmusiła Abaszydze do rezygnacji i przywróciła pełną kontrolę nad republiką.

## Podział administracyjny
Adżarska Republika Autonomiczna podzielona jest na 6 jednostek administracyjnych
| Nazwa              | Powierzchnia [km²] | Populacja    | Populacja            | Populacja    |
| Nazwa              | Powierzchnia [km²] | (17.01.2002) | (spis ludności 2014) | (13.10.2016) |
| ------------------ | ------------------ | ------------ | -------------------- | ------------ |
| miasto Batumi      |                    | 121.806      | 152.839              | 154.600      |
| gmina Keda         | 452                | 20.024       | 16.760               | 16.900       |
| gmina Kobuleti     | 720                | 88.063       | 74.794               | 75.200       |
| gmina Chelwaczauri | 410                | 90.843       | 51.189               | 51.700       |
| gmina Szuachewi    | 588                | 21.850       | 15.044               | 15.100       |
| gmina Chulo        | 710                | 33.430       | 23.327               | 23.500       |

## Przewodniczący rządu Adżarii
Od 1990 roku urząd premiera pełnili m.in.:
- Asłan Abaszydze 1991–2004
- Lewan Warszalomidze 2004–2012
- Arczil Chabadze od 30.10.2012 – 07.2016
- Zurab Pataradze(inne języki) od 15.07.2016 – 21.07.2018
- Tornike Rizhvadze(inne języki) od 21.07.2018

## Ludność
Adżarię zamieszkują głównie Gruzini (96% w 2014 r., w tym większość stanowią Adżarowie), Ormianie (1,6%) i Rosjanie (1,1%). Adżarowie to grupa etniczna, która w czasie okupacji tureckiej przyjęła islam (sunnicki), czym różnią się od Gruzinów-chrześcijan. Zachowali oni jednak gruziński język, kulturę i obyczaje. Dzisiaj większość Adżarów jest nawrócona na prawosławie (prawosławni 54,5% i muzułmanie 39,8% w 2014 roku).
Średnia gęstość zaludnienia wynosi 136,1 osób/km². Najbardziej zaludniona jest nizina nadbrzeżna. W miastach mieszka 55% społeczeństwa. Jest ich 2 i 7 osiedli typu miejskiego. Największe miasto to stolica Batumi (154 600 w 2016 r.). W tym mieście znajduje się uniwersytet, politechnika, wyższa szkoła pedagogiczna oraz akademia morska.

## Gospodarka
Adżaria jest ważnym punktem uprawy herbaty i roślin cytrusowych. Poza tym uprawia się tu tytoń, zboża, warzywa, rośliny lecznicze i winorośl. Miejscowa ludność trudni się także hodowlą bydła, drobiu i jedwabników oraz pszczelarstwem. Na terenie Adżarii wydobywa się ropę naftową (Batumi), oprócz tego w tejże republice autonomicznej funkcjonuje przemysł spożywczy (głównie herbaciany i tytoniowy), maszynowy, elektromechaniczny, stoczniowy, chemiczny, lniarski, materiałów budowlanych i drzewny. Główny port lotniczy i morski znajduje się w stolicy (Batumi). Nad morzem znajdują się liczne uzdrowiska i ośrodki wypoczynkowe.